# Trái tim bàn tay

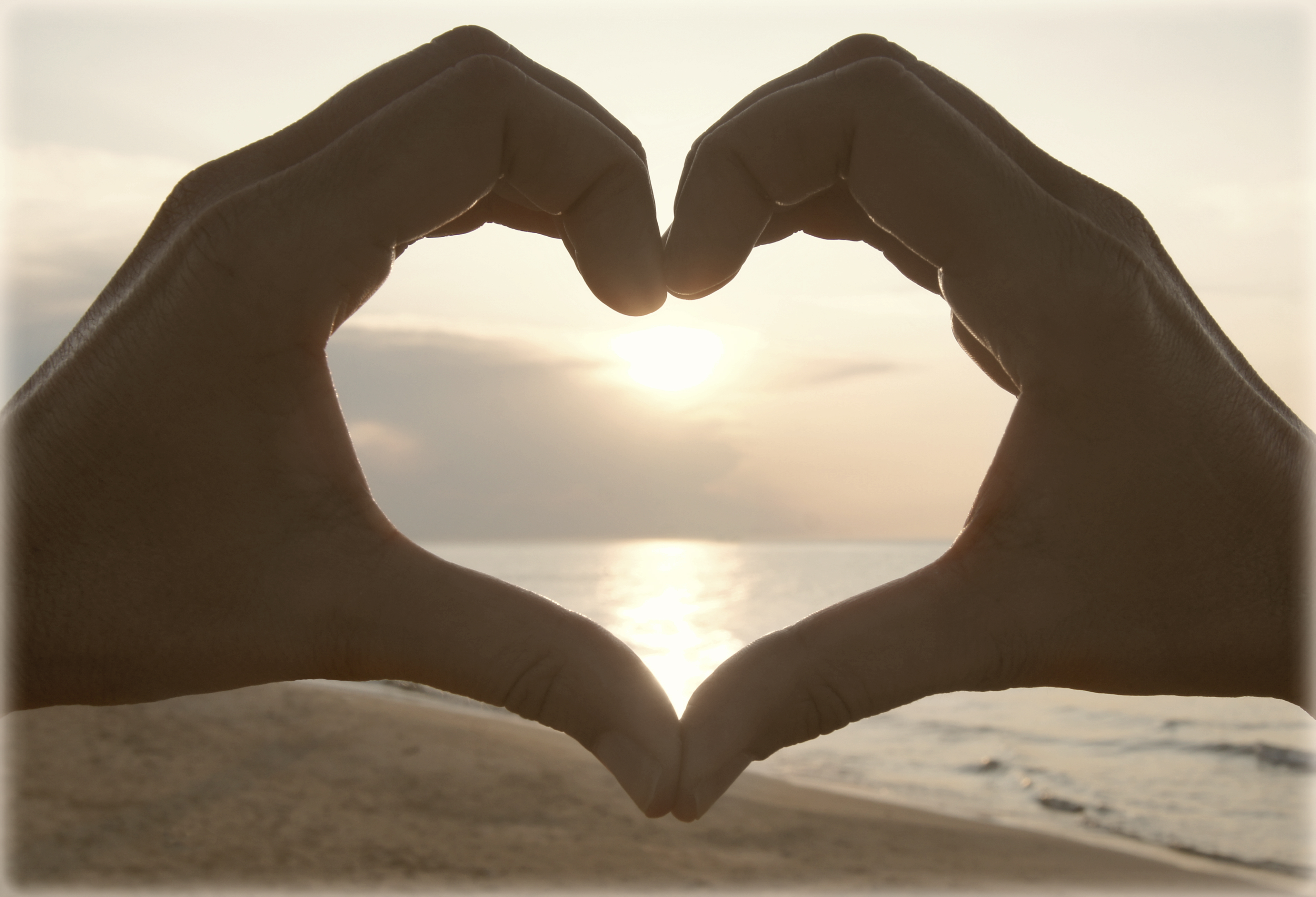
Trái tim bàn tay

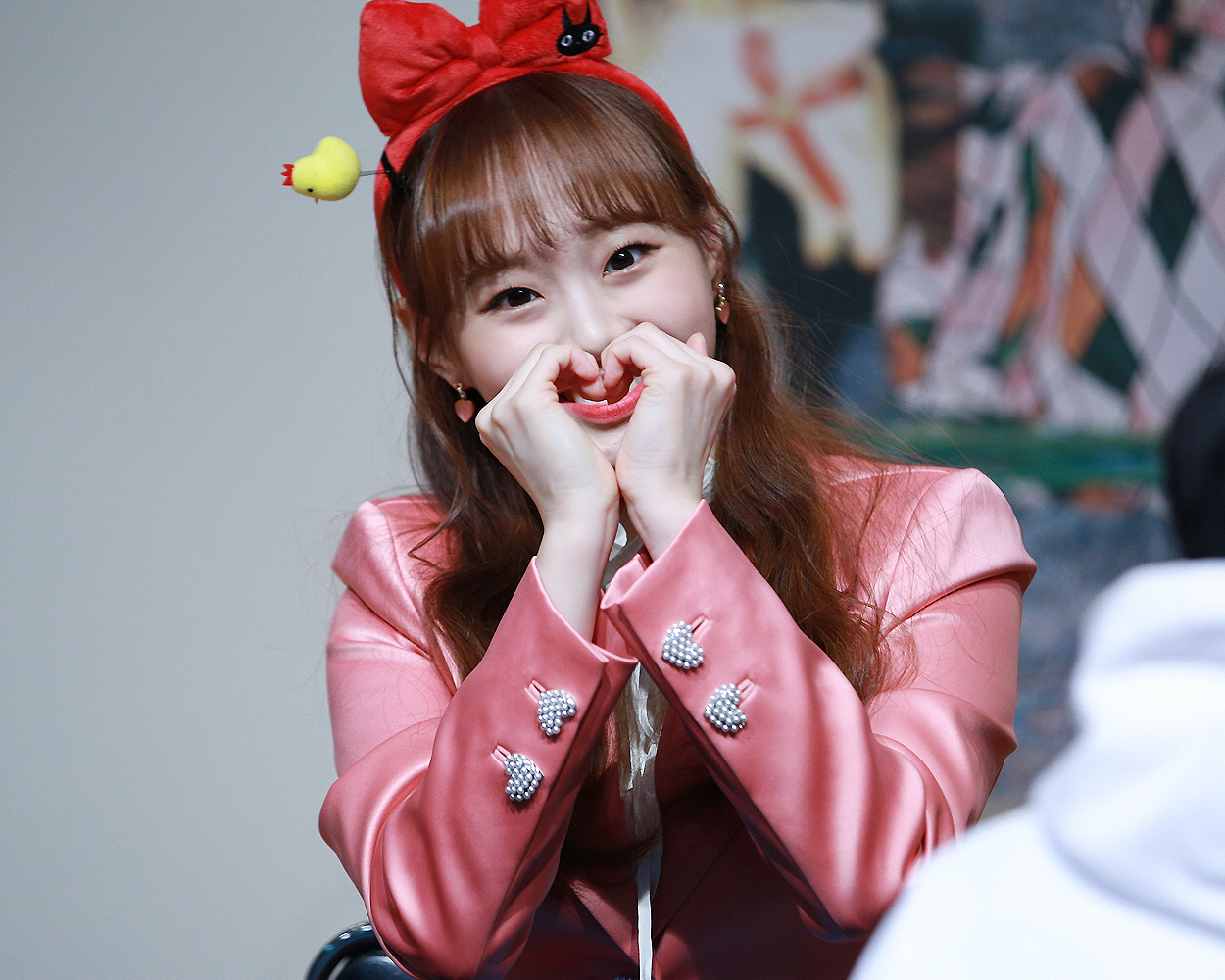
Ca sĩ Hàn Quốc Chuu thể hiện trái tim bằng tay trong sự kiện ký tặng người hâm mộ

Một bàn tay hình trái tim là cử chỉ tạo hình một trái tim bằng bàn tay. Tạo hình bàn tay hình trái tim là xu hướng phổ biến trong giới trẻ.
Cử chỉ tạo hình trái tim bằng bàn tay lộn ngược đã được ghi nhận lần đầu vào năm 1989 khi nghệ sĩ người Ý Maurizio Cattelan tạo ra một hình ảnh nghệ thuật về cử chỉ trong tác phẩm nghệ thuật của ông có tên Family Syntax.

## Bằng sáng chế của Google
Cử chỉ trái tim này được tạo ra bởi nhóm Engadget, Google đã nộp bằng sáng chế vào tháng 7 năm 2011 cho phép người dùng Google Glass sử dụng trái tim bàn tay trước bất kỳ đồ vật nào và tiện ích sẽ tự động nhận dạng đồ vật, chụp ảnh và gửi nó đến mạng xã hội dưới dạng "lượt thích" hình ảnh.